# 宮崎仁
宮崎 仁（みやざき じん、1920年5月21日 - 1999年3月30日）は日本の大蔵技官。三重県副知事、経済企画庁総合開発局長、経済企画庁国民生活局長、経済企画庁総合計画局長、経済企画事務次官、石油公団副総裁、アラビア石油副社長、同社社長、同社会長などを歴任。

## 来歴
茨城県出身。旧制一高を経て東京帝国大学第二工学部電気工学科卒業。1945年3月 海軍兵学校教官（物理）。1946年9月から1947年4月まで東亞合成化学工業に勤務。1947年6月 大蔵省入省（技官枠）。主計局属。宮崎が技官として採用される直前で採用された同期（1947年前期入省）に大倉真隆、松川道哉、吉田冨士雄、嶋崎均らがいる。
1948年4月 主計局兼経済安定本部資源委員会事務局。1951年8月 八幡税務署長。1959年8月 主計局主計官（建設・公共事業担当）。1962年6月1日 大臣官房専門調査官。同年6月20日 大臣官房財務調査官（主計局担当）。1963年6月1日 主計局主計官（農林担当）。1965年5月 三重県副知事。1967年8月 経済企画庁総合開発局長。1970年7月 経済企画庁国民生活局長。1972年6月 経済企画庁総合計画局長。1974年6月29日 経済企画事務次官。1976年1月20日 退官。1977年10月 石油公団副総裁。1981年3月 アラビア石油取締役副社長。1982年4月 アラビア石油代表取締役社長。1987年3月 アラビア石油代表取締役会長。1989年3月 アラビア石油相談役。
1999年3月30日17時25分、慢性腎不全のため、死去。78歳没。生前の自宅は東京都狛江市にあり、告別式は中野区の宝仙寺で行われた。

## 略歴
- 1947年6月：大蔵省入省（技官枠）。主計局属[2]。
- 1948年4月：主計局 兼 経済安定本部資源委員会事務局。
- 1951年8月：八幡税務署長。
- 1952年8月：主計局主計官補佐。
- 1955年8月：主計局主計官補佐（公共事業係主査）[4][5]。
- 1959年8月：主計局主計官（建設・公共事業担当）。
- 1962年6月1日：大臣官房専門調査官。
- 1962年6月20日：大臣官房財務調査官（主計局担当）。
- 1963年6月1日：主計局主計官（農林担当）。
- 1965年5月：三重県副知事。
- 1967年8月：経済企画庁総合開発局長。
- 1970年7月：経済企画庁国民生活局長。
- 1972年6月：経済企画庁総合計画局長。
- 1974年6月29日：経済企画事務次官。
- 1976年1月20日：退官。
- 1977年10月：石油公団副総裁。
- 1981年3月：アラビア石油取締役副社長。
- 1982年4月：アラビア石油代表取締役社長。
- 1987年3月：アラビア石油代表取締役会長。
- 1989年3月：アラビア石油相談役。